# Михаел Лудвиг фон Фрайберг
Михаел Лудвиг фон Фрайберг (на немски: Michael Ludwig Freiherr von Freyberg; * 1669; † 1738) от стария швабски род Фрайберг, е фрайхер на Фрайберг, господар на Юстинген (част от град Шелклинген) и Вопфинген в Баден-Вюртемберг. Замъкът Фрайберг е унищожен през 1520 г.

## Произход
Той е третият син на фрайхер Хиронимус Фридрих фон Фрайберг († 30 август 1687) и втората му съпруга Барбара фон Шеленберг († сл. 1694), дъщеря на фрайхер Ханс Кристоф фон Шеленберг († 1692) и първата му съпруга Беатрикс фон Ландсберг. По-големите му братя са Франц Йозеф фон Фрайберг (* 1655/1660; † 26 август 1685) и Хиронимус Кристоф фон Фрайберг (* 1666; † 29 ноември 1721).

## Фамилия
Михаел Лудвиг фон Фрайберг се жени за Мария Анна фон Улм. Те имат 7 деца:
- Йохан Антон Албрехт Бенедикт фон Фрайберг (* 1703; † 1771/1773)
- Йохан Франц Клаудиус Йозеф фон Фрайберг (* 1701; † 4 декември 1775), фрайхер, женен I. за Мария София Барбара Райхлин фон Мелдег, II. 1729 г. за фрайин Мария Анна Терезия Шенк фон Щауфенберг; има общо 9 деца
- Мария Йохана Сузана фон Фрайберг (* 1718), омъжена за фрайхер Рупрехт Марквард Евзебиус фон Фалкенщайн
- Мария Анна Роза Франциска Урсула Елизабет фон Фрайберг (* 4 октомври 1705), омъжена за Волф Якоб Унгелтер фон Дайсенхаузен
- Мария Мехтилд фон Фрайберг (* 1707)
- Мария Анна Елизабет фон Фрайберг (* 1709)
- Мария Елеонора фон Фрайберг (* 1711)